# Ozarba heliastis
Ozarba heliastis är en fjärilsart som beskrevs av George Francis Hampson 1902. Ozarba heliastis ingår i släktet Ozarba och familjen nattflyn. Inga underarter finns listade i Catalogue of Life.